# ولادیمیر هاروتیونیان (فیزیکدان)
ولادیمیر میکائیلی هاروتیونیان (ارمنی: Վլադիմիր Միքայելի Հարությունյան؛  زادهٔ ۳۰ اوت ۱۹۴۰ - درگذشته ۱۱ اکتبر ۲۰۲۲) فیزیک‌دان اهل ارمنستان بود.

## زندگی‌نامه
وی در ۳۰ اوت ۱۹۴۰ در ایروان به دنیا آمد و از مؤسسه پلی‌تکنیک کی‌یف فارغ‌التحصیل گشت. وی عضو مکاتبه‌ای فرهنگستان ملی علوم ارمنستان بود. همچنین برندهٔ جوایزی همچون مدال یادبود نخست‌وزیر ارمنستان (۲۰۰۹)، جایزه رئیس‌جمهور جمهوری ارمنستان (جایزه پوغوسیان) (۲۰۰۷)، نشان آنانیا شیراکاتسی () و دانشمند شایسته جمهوری ارمنستان شده است. وی در ۱۱ اکتبر ۲۰۲۲ در سن ۸۲ سالگی در ایروان درگذشت.

## یادداشت
1. ↑  ֆիզիկամաթեմատիկական գիտությունների դոկտոր